# George Edward Anderson

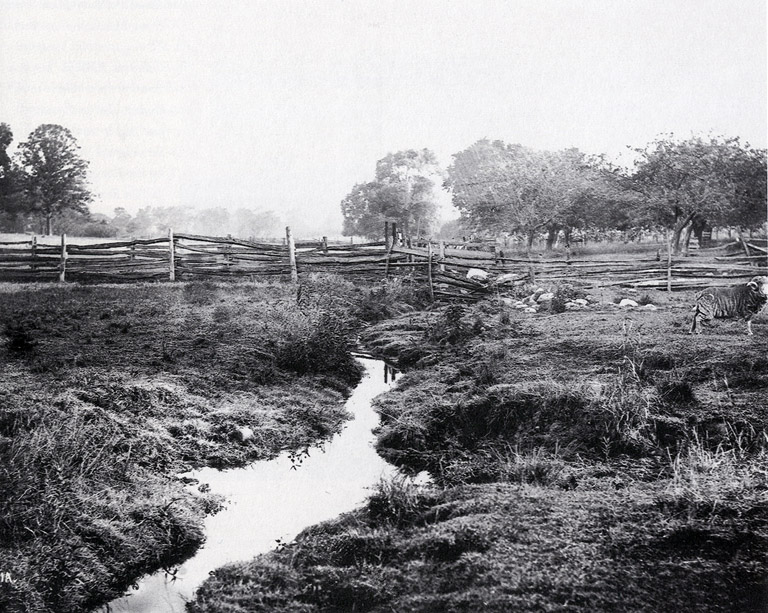
George Edward Andersons bild av Joseph Smiths familjs farm i Manchester i New York.

George Edward Anderson, född 28 oktober 1860 i Salt Lake City i Utah, död 9 maj 1928 i Springville i Utah, var en amerikansk fotograf, känd för sina porträtt och tidiga dokumentära fotografier av Jesu Kristi Kyrka av Sista Dagars Heligas tempel.

## Tidigt liv
George Edward Anderson föddes i Salt Lake City i Utah, och var som tonåring lärling till den namnkunnige fotografen Charles Roscoe Savage. På Savages tempelbasar lärde Anderson känna John Hafen och John F. Bennett, två andra lärlingar. Hafen blev senare en etablerad konstnär och bidrog till bevarandet av Andersons glasplåtsnegativ.

## Fotografikarriär
Vi sjutton års ålder startade Anderson sin egen fotostudio i Salt Lake City tillsammans med sina bröder, Stanley och Adam. Senare, 1886, etablerade han en studio i Manti i Utah, och 1888 flyttade han den till Springville i Utah tillsammans med sin fästmö Olive Lowry.
Han är mest känd för sin portabla tältstudio, som han satte upp i små städer i mellersta, östra och södra Utah. Den använde han för att dokumentera invånarnas liv mellan 1884 och 1907.
Trots att Anderson är känd som en porträttfotograf, kompletteras hans samling av studioporträtt av tusentals dokumentärfotografier tagna vid hem, lador och företag. De bilderna dokumenterar familjer, Utahs småstadshistoria, järnvägshistoria, gruvhistoria och byggnationen av Jesu Kristi Kyrka av Sista Dagars Heliga-tempel. Vanligt landskapsfotografi var inte Andersons huvudintresse, men hans bilder av kyrkplatser är viktiga dokument av Jesu Kristi Kyrka av Sista Dagars Heligas historia. Han fotograferade dem när han reste genom landet för att påbörja sin kyrkomission i England mellan 1909 och 1911. Deseret Sunday School Union of the Church publicerade vissa av vyerna, som Anderson kallade dem, i en broschyr som kallades The Birth of Mormonism in Picture.
Vid avslutandet av sin mission återvände Anderson till South Royalton i Vermont, och startade en fotostudio nära till Joseph Smiths födelseplats. Där fotograferade han historiska kyrkplatser, och porträtterade kyrkans medlemmar och annan lokalbefolkning. I november 1913 återvände han slutligen till sin familj och sitt hem i Springville i Utah.
Efter att ha varit borta från familjen i sju år gick inte hans fotografiska affärer så bra, och hans familjeliv var spänt. Men det var inte affärer och pengar som motiverade Anderson, utan konst och religion. Under fortsatt finansiell och äktenskaplig press försökte Anderson återuppta sin portabla tältstudio, men det lyckades inte så bra. Han lyckades dock ändå tjäna pengar genom försäljningen av The Birth of Mormonism-broschyren.
Edward Andersons senare år tillbringades med att dokumentera livet i Utah Valley, och att resa till nybyggda tempel. 1923 åkte han till Cardston i Alberta i Kanada med kyrkliga myndigheter för invigningen av stadens tempel. Han tillbringade två år i Kanada, och återvände till Springville 1925.
Trots sjukdom under hösten 1927, och mot sin frus vilja, åkte Anderson än en gång med kyrkans män för att dokumentera invigningen av ett annat tempel, denna gång i Mesa i Arizona. Det blev hans sista resa. Han dog av ett hjärtfel den 9 maj 1920, efter att ha blivit skjutsad hem till Springville.

## Arv
George Edward Anderson blev inte hyllad som fotograf under sin livstid, utan det är senare som Anderson har blivit uppmärksammad för sin fotografiska konst. Det är i huvudsak Rell G. Francis, Nelson Wadsworth och Richard Holzapfels arbete som givit hans verk denna generations uppmärksamhet.
Charles Reynolds, bildredaktör på tidskriften Popular Photography, kommenterade sitt möte med Andersons bilder på ett fotoseminarium på Brigham Young University den 11 december 1973. Efter att ha deltagit i en utställning på Springville Museum of Art, arrangerad av Rell Francis, sa han: “I go to shows several times a week in New York City . . . and I have rarely seen anything as impressive as those photographs. . . . It is awfully hard to astonish me. . . . The George Anderson pictures that I saw today weren’t sensationalized pictures in any way. They were very sweet, beautiful, lovely pictures. . . .”